# Русский прорыв
Русский Прорыв — еженедельная газета, выходившая в Тирасполе — столице Приднестровья. Информационно-аналитическое издание «Русский Прорыв» было создано в результате слияния трех газет: «Новый Днестровский Курьер», издания русских общин Приднестровья «Русский рубеж» и партийной газеты «ПРОРЫВ!», принадлежавшей одноименной политической партии. В газете освещалась проблематика защиты прав русскоязычного населения Молдавии, Приднестровья и других регионов бывшего СССР.
Автором названия и первым главным редактором газеты в период с 13 января 2007 по март 2008 являлся Роман Коноплёв.
Минюст Приднестровья выносил различные предупреждения в адрес издания, обвиняя в распространении критических материалов в адрес руководителей ПМР.
После смены власти в Приднестровье в 2012 году газета прекратила своё существование.